# Mecistocephalus lifuensis
Mecistocephalus lifuensis är en mångfotingart som beskrevs av Pocock 1899. Mecistocephalus lifuensis ingår i släktet Mecistocephalus och familjen storhuvudjordkrypare.
Artens utbredningsområde är Nya Kaledonien. Inga underarter finns listade i Catalogue of Life.